# Teenage Mutant Ninja Turtles: Mutants in Manhattan
Teenage Mutant Ninja Turtles: Mutanti a Manhattan è un videogioco d'azione sviluppato da Platinum Games e pubblicato nel 2016 da Activision per numerose piattaforme. Basato sulla serie Tartarughe Ninja, il gioco è stato rimosso da Steam, PlayStation Network e Xbox Live a meno di otto mesi dal lancio.

## Modalità di gioco
Il gioco è un'avventura dinamica hack and slash in stile cel-shaded, nella quale i giocatori controllano le quattro Tartarughe Ninja Leonardo, Donatello, Michelangelo e Raffaello da una prospettiva in terza persona. Questi quattro personaggi, di cui il giocatore può controllare uno solo alla volta e scambiarne ogni tanto il controllo durante la campagna a giocatore singolo, possiedono in comune la possibilità di tirare shuriken, disponibili in quantità illimitata, ma ognuno di essi possiedono anche uno stile individuale di ninjutsu, e quattro abilità, intercambiabili e condivise tra di loro: ad esempio, Leonardo può rallentare il tempo, mentre Michelangelo può ballare in stile cheerleading, che ricarica al completo le abilità delle altre quattro tartarughe. È anche possibile raccogliere delle sfere verdi, chiamate Battle Points, che si possono effettivamente usare per migliorare le abilità delle tartarughe e acquistare oggetti come rampini e lanciarazzi. Durante la campagna a giocatore singolo, inoltre, è possibile, se non obbligatorio, seguire le indicazioni di April O' Neil, oltre che a controllare i perimetri dei livelli e ad agganciare i nemici.
La campagna da giocatore singolo è divisa in nove livelli, ognuno dei quali termina con un boss finale. Se il giocatore viene sconfitto, i suoi compagni possono tentare di riportarlo in gioco; in caso di fallimento, saranno costretti tutti a tornare nelle fogne, e seguirà un minigioco che richiede che le tartarughe mangino più pizza possibile. Il gioco permette anche una modalità cooperativa fino a quattro giocatori.

## Accoglienza
| Testata                          | Versione | Giudizio |
| -------------------------------- | -------- | -------- |
| Metacritic (media al 30-01-2020) | XONE     | 55/100   |
| Metacritic (media al 30-01-2020) | PC       | 51/100   |
| Metacritic (media al 30-01-2020) | PS4      | 44/100   |
| Destructoid                      | PS4      | 4.5/10   |
| Game Informer                    | Tutte    | 6/10     |
| GameSpot                         | Tutte    | 4/10     |
| IGN                              | Tutte    | 4.9/10   |
| Hardcore Gamer                   | Tutte    | 2/5      |
| Everyeye.it                      | Tutte    | 3.5/10   |
| Multiplayer.it                   | Tutte    | 5/10     |

Mutants in Manhattan ha ricevuto un'accoglienza inferiore alla media, stando alle recensioni aggregate di Metacritic.
Ben Makedonski di Destructoid lo ha votato con un 4.5/ 10, dichiarando: "non riesce neanche ad andare bene dove Platinum Games di solito eccelle." Dave Rudden di IGN lo ha votato 4.9/10, definendolo breve, blando e altamente ripetitivo, oltre che a criticare la mancanza di un multigiocatore locale. John Linneman della Digital Foundry lo ha criticato per non aver raggiunto i 60 frame al secondo per ogni piattaforma, anche se la Activision ha dichiarato che, per raggiungerla, ha omesso il multiplayer locale. Game Informer lo ha classificato con un 6/10, dichiarando: "controllare le tartarughe è divertente, ma la struttura dei livelli, delle missioni e dei boss lasciano tanto a desiderare." Hardcore Gamer lo ha votato 2/5, dichiarand: "forse raccomanderei Mutants in Manhattan ai veri fan delle Tartarughe Ninja e hanno accesso al multigiocatore online, ma resta il fatto che il design dei livelli e delle missioni certamente darà noia dopo un po'. Alla fine, purtroppo, neanche il buon vecchio Ninja Rap potrebbe salvare questo disastro." GameSpot lo ha votato 4/10, dichiarando: "senza dubbio, Mutants of Manhattan è una delusione, moltiplicata tante volte non dai suoi problemi, ma dal fatto che ha tutti gli ingredienti per un buon gioco."